# Bipin Rawat
Bipin Laxman Singh Rawat (Pauri; 16 de marzo de 1958- Coonoor; 8 de diciembre de 2021)  fue un oficial militar indio que era un general de cuatro estrellas del ejército indio. Se desempeñó como el primer jefe de Estado Mayor de la Defensa (CDS) de las Fuerzas Armadas de la India desde enero de 2020 hasta su muerte en un accidente de helicóptero en diciembre de 2021. Antes de asumir el cargo de CDS, se desempeñó como 57.º y último presidente del Comité de Jefes de Estado Mayor y como 26.º jefe de Estado Mayor del Ejército de la India.
El 8 de diciembre de 2021, Rawat murió en el accidente de un helicóptero Mi-17 de la Fuerza Aérea India en Coonoor, Tamil Nadu, India. Estaba acompañado por su esposa Madhulika Rawat y miembros de su personal, quienes también murieron en el accidente.

## Biografía
Nació en Pauri, Uttarakhand en el norte de la India. Provenía de una familia militar que abarcaba varias generaciones. Después de estudiar en St Edward School1 en Shimla, luego en la Academia de Defensa Nacional en Khadakwasla y la Academia Militar de la India Dehradun, ingresó en el ejército como subteniente en 19783. Durante En sus cuarenta años de carrera, ocupó el mando militar de las fuerzas armadas en la parte de Cachemira administrada por India. Entre las operaciones que se le atribuyen, el debilitamiento de una insurgencia separatista en la frontera noreste de India y la supervisión de una operación transfronteriza con Birmania.
De 2017 a 2019, fue jefe de Estado Mayor del Ejército, que en ese entonces estaba integrado por 1,3 millones de hombres. Luego asumió el puesto recién creado de jefe de Estado Mayor del Ejército de la India, creado para mejorar la coordinación entre el Ejército, la Armada y la Fuerza Aérea.

## Muerte
Murió a los 63 años, junto con su esposa y otras doce personas, en el accidente de un helicóptero Mil Mi-17 de la Fuerza Aérea de la India cerca de Coonoor en el estado sudoriental de Tamil Nadu. India, mientras se dirigía entre Sulur y la ciudad de Wellington.
El dalai lama expresó sus condolencias, diciendo: “Es con gran tristeza que me entero de que el jefe de Estado Mayor de la Defensa, el general Bipin Rawat, y otros que viajaban con él han perdido la vida hoy en un fatal accidente de helicóptero. Rezo por el general y sus compañeros y ofrezco mi más sentido pésame a los familiares de todos los que fallecieron en este lamentable accidente. Saludo la contribución de larga data del general Rawat al servicio de la nación. "